# David Collins
David Collins (Maiana, 2 giugno 1972) è un politico, calciatore e cestista gilbertese, ha rappresentato il Kiribati anche nel basket e nel calcio, giocando per quest'ultimo come centrocampista ai Giochi del Sud Pacifico del 2003.

## Biografia

### Carriera sportiva
Ha fatto parte della squadra nazionale di pallacanestro al torneo micronesiano di Guam del 2000. È stato il capocannoniere della partita tra Kiribati e lo Stato di Pohnpei, con 27 punti, ma i Gilbertin hanno perso 51 a 527.
Ha poi fatto parte della squadra nazionale di calcio che ha partecipato ai Giochi del Sud Pacifico del 2003 alle Fiji. Centrocampista, è entrato come sostituto nella sconfitta per 2-3 contro Tuvalu il 30 giugno e nella sconfitta per 0-7 contro le Salomone il 3 luglio. Ha giocato l'intera partita nella sconfitta per 0-12 contro le Figi del 5 luglio. Queste sono state le sue uniche presenze in partite di calcio internazionali.
In seguito ha intrapreso una carriera nell'amministrazione sportiva e nel 2013 è stato eletto presidente del Comitato Olimpico Nazionale delle Kiribati.

### Carriera politica
È entrato in politica quando è stato eletto deputato per l'atollo di Maiana nel Maneaba ni Maungatabu (il parlamento nazionale) nelle elezioni legislative del dicembre 2015/gennaio 2016. È membro del partito Tobwaan Kiribati. Nel marzo 2016 è stato nominato ministro per le Donne, la Gioventù e gli Affari sociali del Kiribati, che include il portafoglio ministeriale per lo sport. È anche il presidente del Comitato olimpico nazionale. Nel 2018, in un rimpasto di governo, è diventato Ministro dell'Istruzione. Nelle elezioni del 2011 ha perso il suo seggio di deputato e quindi anche il suo ministero.